# Exile III: Ruined World
Exile III: Ruined World is een videospel dat werd ontwikkeld en uitgegeven door Spiderweb Software. Het spel werd uitgebracht in 1996.

## Platform
- Linux (1996)
- Macintosh (1996)
- Windows 3.x (1997)

## Ontvangst
| Beoordeeld door                | Platform    | Datum           | Score |
| ------------------------------ | ----------- | --------------- | ----- |
| Mac Game Gate                  | Macintosh   | 1996            | 100%  |
| Mac Ledge                      | Macintosh   | 30 januari 1997 | 95%   |
| All Game Guide                 | Macintosh   | 1998            | 90%   |
| Freegame.cz                    | Windows 3.x | 1 april 2002    | 90%   |
| Adrenaline Vault, The (AVault) | Windows 3.x | 31 juli 1997    | 80%   |
| macHOME                        | Macintosh   | 1997            | 70%   |